# Daniel Patrick Moynihan
Daniel Patrick “Pat” Moynihan, född 16 mars 1927 i Tulsa, Oklahoma, död 26 mars 2003 i New York City, New York, var en amerikansk demokratisk politiker, diplomat och sociolog. Han var USA:s FN-ambassadör 1975–1976 och ledamot av USA:s senat från New York 1977–2001.
Han tjänstgjorde i USA:s flotta 1944–1947. Han studerade vid Tufts University och London School of Economics. Han deltog i W. Averell Harrimans guvernörskampanj i New York 1954 och arbetade efter valsegern för guvernör Harriman. Han tjänstgjorde som biträdande arbetsminister under president John F. Kennedy och innehade olika positioner under de tre följande presidenterna, av vilka två var republikaner. Han var USA:s ambassadör i Indien 1973–1975 och därefter FN-ambassadör under president Gerald Ford. Han kandiderade 1976 till senaten. Han besegrade Bella Abzug i demokraternas primärval och sittande senatorn James L. Buckley i kongressvalet i november 1976. Moynihan omvaldes 1982, 1988 och 1994. Han var ordförande i senatens finansutskott 1993–1995.
Moynihan belönades 2000 med Presidentens frihetsmedalj. Hans grav finns på Arlingtonkyrkogården.